# Latouchia formosensis
Latouchia formosensis är en spindelart som beskrevs av Izumi Kayashima 1943. Latouchia formosensis ingår i släktet Latouchia och familjen Ctenizidae.
Artens utbredningsområde är Taiwan.

## Underarter
Arten delas in i följande underarter:
- L. f. hyla
- L. f. smithi